# Успенский замок
Успенский замок — расположен в селе Успенское Одинцовского городского округа Московской области, на Рублево-Успенском шоссе.
Успенский замок — основное здание усадьбы «Успенское», в которой в 1897 г. жил художник Исаак Левитан и бывал писатель Антон Чехов.
Замок расположен на высоком утесе правого берега Москвы-реки, на территории старинного парка, возраст некоторых дубов в котором превышает 200 лет.
В 2022 году Успенский замок впервые после национализации 1917 года перешёл по итогам публичного конкурса в частное владение — Управляющей компании «Эвокорп».
Успенский замок охраняется в соответствии с законодательством об объектах культурного наследия (памятниках истории и культуры).

## История

### 1328—1917 годы
Земли в окрестностях Успенского замка были заселены с глубокой древности, о чём свидетельствуют археологические находки эпохи железного века — городище и курганы.
Первое же письменной упоминание о поселении датируется 1328 годом как о личном владении князя Ивана I Даниловича Калиты (князь Московский 1322 год или 1325—1340 годы, великий князь Владимирский 1328—1340 годы, князь Новгородский 1328—1337 годы). Тогда ещё поселение носило название «Вяземское».
К середине XVI века владельцами этих мест стали бояре Овцыны.
В ходе Русско-польской войны 1609—1618 года село было разорено и в 1624 году передано за службу царским стольникам Борису и Глебу Морозовым.
Борис Иванович Морозов воспитатель и фаворит царя Алексея Михайловича, впоследствии женился на сестре царицы — Анне Милославской.
Глеб Иванович Морозов стал мужем Федосьи Соковниной, знаменитой «боярыни Морозовой», изображенной на картине В. И. Сурикова.
После того как род Морозовых пресекся, их земельные владения были розданы приближенным царя Алексея Михайловича и Успенское перешло в собственность Апраксиных, чьими силами в селе была воздвигнута сперва деревянная, а затем и каменная церковь, освященная в 1729 году.
В конце XVIII века в усадьбе имелся деревянный господский дом с плодовым садом.
В самом начале XIX века Успенское приобрела Ирина Ивановна Бекетова — вдова полковника Петра Афанасьевича Бекетова (сына симбирского воеводы, Афанасия Алексеевича Бекетова и брата Никиты Афанасьевича Бекетова, генерал-поручика, астраханского губернатора (1763—1780), фаворита императрицы Елизаветы Петровны).
На планах усадьбы 1812 года отражен П-образный каменный дом.
В том же 1812 году маневрируя и задерживая движение французских войск и их союзников и сателлитов через Успенское отходил к Москве отряд генерала Ф. Ф. Винцингероде, героя Отечественной войны.
После Отечественной войны 1812 года усадьбой продолжали владеть наследники И. И. Бекетовой, господский дом при этом перестраивался.
В 1880 году усадьбу Успенское за 92 500 рублей приобрела Вера Александровна Арапова (1842—1890), супруга Николая Устиновича Арапова(1825—1884) московского обер-полицмейстера, генерал-лейтенанта.

Вера Александровна была дочерью генерал-майора Александра Борисовича Казакова, ставшего в 1870 году сенатором, а в 1875 году получившего титул тайного советника.
А. Б. Казаков с 1843 году состоял в браке с Софьей Николаевной Демидовой, дочерью статского советника, представительницей известного рода Демидовых, потомков Акинфия Никитича Демидова, владельца Уральских заводов в первой половине XVIIIвека.
Дом самого А. Б. Казакова располагался на Кудринской площади в Москве. Во флигеле его усадьбы ныне располагается музей Петра Ильича Чайковского. Композитор жил там с 1 сентября 1872 года по ноябрь 1873 года.
Генерал Казаков в середине XIXвека одним из первых осознал ценность местных природных ландшафтов, будучи владельцем села Подушкино, он также выкупил земли вблизи деревни Барвиха и построил там курортный поселок, приносивший ему немалый доход от продажи и аренды домов.
Примечательно, что именно для дочерей А. Б. Казакова — Веры и Надежды (впоследствии вышедшей замуж за барона Майендорфа), выдающимся архитектором Петром Самойловичем Бойцовым разработаны проекты двух знаменитых замков — Успенского замка и замка Майендорф в районе Барвихи, на Подушкинском шоссе.

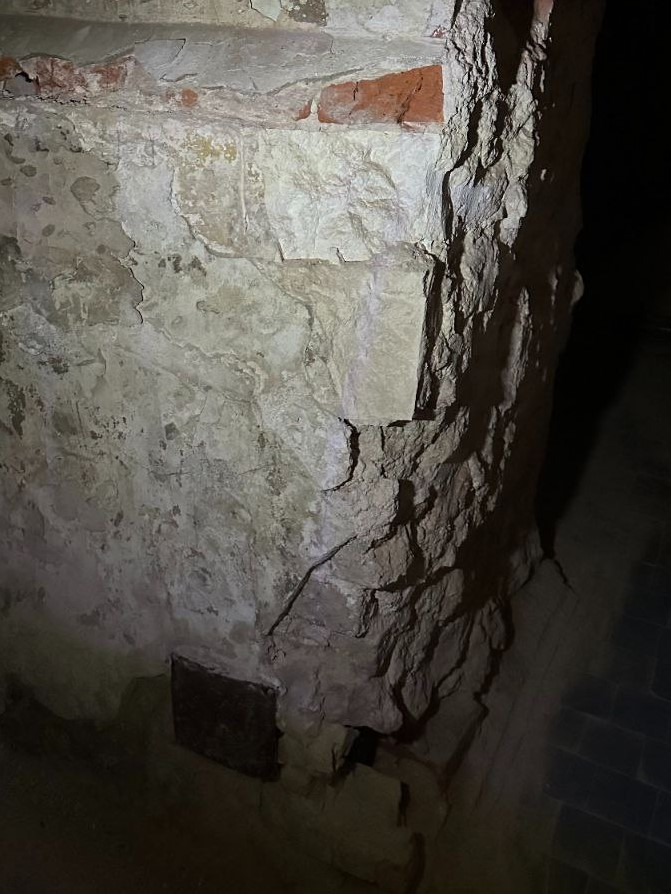
Фрагмент старинного фундамента.

При этом Успенский замок стал фактически переосмыслением старого усадебного дома, фрагменты которого и поныне находятся в основании замка.
В 1885 году Вера Александровна вышла замуж за Бориса Владимировича Святополк-Четвертинского, представителя знатного польского рода.
В тот же период, в непосредственной близости к дому А. Б. Казакова на Кудринской площади, по проекту Бойцова строится ещё один городской особняк — знаменитое здание на Поварской улице, получившее известность как особняк Святополк-Четвертинского, место, где в конце XIX- начале XXвеков проводились собрания московских масонов и ставшее впоследствии Центральным домом литераторов, коим является и по сей день.
После смерти Веры Александровны в 1890 году её родные, в частности, жившая неподалеку сестра Надежда Александровна (по первому браку Веригина, по второму — Майендорф), озаботились опекой над имуществом двух дочерей Веры Александровны.
Муж Надежды Александровны — Евгений Александрович Веригин (полковник, начальник штаба 2-й гренадерской дивизии) в те годы исполнял обязанности предводителя дворянства Звенигородского уезда. Была установлена опека Надежды Александровны над 18-летней Анастасией и 16-летней Софьей.
Впоследствии Успенский замок отошёл старшей дочери Веры Александровны — Анастасии Николаевне, ставшей в 1892 году супругой барона Карла Густава Маннергейма (1867—1951).
В 1894 году Успенский замок приобрел представитель известной династии купцов-старообрядцев, благотворитель и меценат — Сергей Тимофеевич Морозов, брат знаменитого Саввы Морозова.
За владения баронессы Маннергейм Сергей Т. Морозов выплатил 230 тысяч рублей серебром.
Сергей Т. Морозов проживал летом в Успенском замке и в течение нескольких лет по его приглашению в замке подолгу гостил художник Исаак Ильич Левитан.
Левитан написал здесь несколько картин, в том числе изобразил Успенский замок.
В 1897 году по приглашению уже Левитана в Успенский замок приезжал Антон Павлович Чехов.

### 1917—2022 годы
После Октябрьской революции и до 1929 года в усадьбе Успенское размещался детский дом, затем — Институт коневодства, а с 1934 года школа.
В 1941—1942 годах в замке временно размещался военный госпиталь.
С 1943 года по 1955 год в замке вновь был размещен Институт коневодства.
С 1955 года — Институт леса.
В 1960 году замок был закреплен за Центральной клинической больницей Академии Наук СССР.
В начале 1970-х годов по проекту, разработанному мастерской № 1 ГИПРОНИИ Академии наук СССР под руководством Андрея Щусева, на территории замкового парка было построено новое здание больницы, соединённое с замком, в том числе, подземным переходом.
Больница располагалась на территории усадьбы вплоть до 2014 года.
С 2014 по 2022 год комплекс был законсервирован и не обслуживался, что не могло не отразиться негативно на его состоянии.
В 2022 году было объявлено о проведении конкурса на приобретение имущественного комплекса, в состав которого вошёл Успенский замок.

### 2022 — настоящее время
По итогам проведенного открытого конкурса, Усадьба, включая Успенский замок, впервые с 1917 года перешла в частное владение — Управляющей компании «Эвокорп».

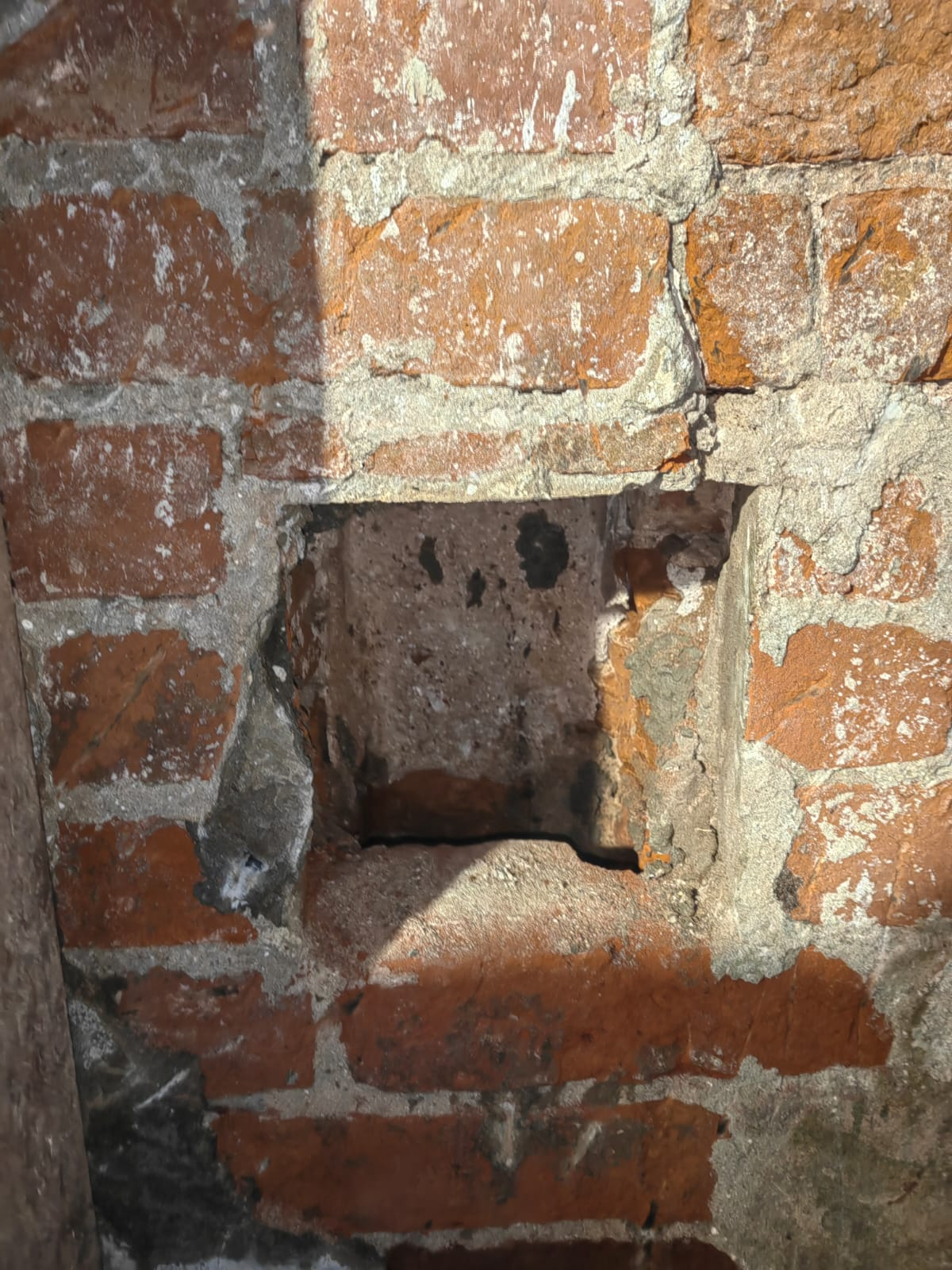
Один из сохранившихся отопительных каналов.

В конце мая 2024 года было объявлено о проведении конкурса на разработку социокультурной концепции развития усадьбы Успенское. Организатором конкурса выступил Дом.рф.
С 2024 года в Успенском замке размещается НО «Фонд инвестиционных программ».

## Архитектура замка
Успенский замок возведен по проекту П. С. Бойцова.
Двухэтажный замок близок по своим архитектурным решениям к другим сохранившимся проектам П. С. Бойцова, в частности, имеются сходства с Замком Майендорф и с интерьерами Центрального дома литераторов на Поварской улице в Москве.
Замок представляет собой оригинальный образец стилизации в духе модерна архитектурных мотивов северной готики.
Вдоль главного восточного фасада замка проходит главная планировочная ось усадьбы, на парадный вход трассирована подъездная аллея.
Замок стоит на гребне высокого холма, по склону которого к реке спускается партер.
Замок имеет сложную ступенчатую асимметричную объемно-пространственную композицию, построенную на сочетании разновысотных объёмов с мансардами и высокими кровлями.
Объём здания выполнен из глиняного красного кирпича, наружные стены облицованы керамическим кирпичом светло серо-жёлтого цвета.
Декоративные детали выполнены из кирпича с частичным использованием белого камня.
Стены декорированы П. С. Бойцовым вырезанными в кирпичной кладке узорами из ромбов и крестов.
Композиция главного (восточного) фасада усложнена двухэтажным граненым объёмом выступающей башни. Лестничную башню, с зубцами, завершает высокий шатер со шпилем, который является основным вертикальным акцентом замка. Рядом с лестничной башней помещен низкий выступ крыльца парадного входа с одновсходной лестницей в пять ступеней и крытой площадкой. Над крыльцом устроен балкон-терраса.
Западный фасад, выходящий на реку, имеет разновысотную композицию. Центр западного фасада осложнен граненым эркером с балконом -террасой.
Южный фасад здания — боковой, его западная часть выделена высоким ризалитом с щипцовым завершением.
Северный фасад здания — боковой, не имеет выступающих частей.
Обилие высоких щипцовых фронтонов и островерхих кровель создает готический силуэт здания. Крутые треугольные и ступенчатые щипцы завершают отдельные элементы здания. Щипцы украшены ступенчатыми и зубчатыми парапетами. Ступенчатые брандмауэры с трубами от внутристенных дымоходов проходят вдоль и поперек кровель здания.
Крыша замка — сложной мансардной формы.
Интерьеры замка украшены деревянными панелями и порталами в готическом стиле.

### Архивные источники
- Российский Государственный архив древних актов(РГАДА, Ф. 1320, Ф 1354, Ф. 1355).
- Российский государственный военно-исторический архив(РГВИА, Ф. 386, Ф. 2000).
- Российский государственный архив экономики(РГАЭ, Ф. 478).
- Центральный государственный архив Московской области(ЦГАДА, Ф. 3767, Ф. 4997).
- Центральный государственный архив города Москва(ЦГА Москвы, ОХД до 1917 г., Ф. 49, Ф. 98, Ф 184, Ф. 203, Ф. 210, Ф. 357, Ф. 454, Ф. 608, Ф. 952).
- Музей-заповедник Царское Село.
- Музей архитектуры имени А. В. Щусева.
- Научный архив Главного управления культурного наследия Московской области.